# Ніса Понтійська
Ніса Понтійська (*Νύσ(σ)α, бл. 150 до н.е. — бл. 126 до н. е.) — регентша Каппадокії у 130—126 роках до н. е. Відома також як Лаодіка.

## Життєпис
Походила з династії Мітрідатідів. Донька Фарнака I, царя Понту, та Ніси. Народилася приблизно наприкінці 150-х років до н. е. Можливо, спочатку отримала ім'я Лаодіка, але після ранньої смерті матері, змінила його на Нісу. Здобула гарну освіту.
160 року до н. е. вийшла заміж за Аріарата V, царя Каппадокії. Стала провідником Понту в Каппадокії. Водночас разом з чоловіком надавала значну грошову допомогу Афінам, за що отримала визнання ареопагу останнього.
У 130 році до н. е. брала участь у змові проти свого чоловіка, внаслідок чого той загинув. Невдовзі сама отруїла двох синів (або дозволила зробити це агентам брата Мітрідата V, царя Понту), зробивши єдиним царем Капподокії сина Аріарата VI. Сама стала регентшею.
Правління Ніси поступово викликало невдоволення через розпусний спосіб життя, значні витрати й засилля понтійців. Ймовірно, близько 126 року до н. е. її було отруєно або якимось іншим чином відсторонено. Влада перейшла до Аріарата VI.